# Poschiavói-tó
A Poschiavói-tó (olaszul: Lago di Poschiavo) tó Svájc délkeleti részén, Graubünden kantonban. Természetes eredetű: egy hegyomlás zárta el a Poschiavino folyó medrét, és duzzasztotta fel a tavat. Napjainkban a vízmennyiség nagyobb részét elvezetik a Monte Scala (937 m) felé, ahonnan egy nyomóvezetéken keresztül a Campocolognói Erőmű turbináit hajtja meg; csak a fennmaradó vízmennyiség folyik a Poschiavino folyóban.
A tó partján két kisebb település fekszik: Le Prese és Miralago. A Bernina-vasút vonala mintegy két kilométer hosszan a tó nyugati partján vezet. Gyalog két óra alatt sík turistaúton megkerülhető.

## Fordítás
- Ez a szócikk részben vagy egészben a Lago di Poschiavo című német Wikipédia-szócikk ezen változatának fordításán alapul.  Az eredeti cikk szerkesztőit annak laptörténete sorolja fel. Ez a jelzés csupán a megfogalmazás eredetét és a szerzői jogokat jelzi, nem szolgál a cikkben szereplő információk forrásmegjelöléseként.

- |  | A Wikimédia Commons tartalmaz Poschiavói-tó témájú médiaállományokat. |